# كويفو
كويفيوس كيات مارشال (Quaviaus keyate Marshall) ويعرف أكثر باسم كويفو (Quavo)  مغني راب وهيب هوب أمريكي ولد في 2 أبريل سنة 1991 بمنطقة «لورينسفيل»،جورجيا الولايات المتحدة الأمريكية (بالإنجليزية: lawrencevilles,Georgia) ويعتبر أحد أعضاء فرقة الهيب الهوب الشهيرة «ميغوس» (بالإنجليزية: migos) الذي يدين أعضاءها بالقرابة لبعضهم البعض لأن«كويفو» هو عم «توكيوف» (بالإنجليزية: takeoff) وابن عم «أوفست» (بالإنجليزية: Offset) ، قدم «كويفو» مع فرقة «ميغوس» عددا من الأغاني التي إشتهرت بها الفرقة، كما له بعض الأغاني الفردية التي قام بها رفقة كثير من المغنين المعروفين أهمها أغنية «انا الواحد» (بالإنجليزية: am the one) لدي جي خالد (بالإنجليزية: dj khalid)و جاستين بيبر(بالإنجليزية: Justin biber) وتشانس ذا رابر (بالإنجليزية: chance the rapper) و (بالإنجليزية: strip that down) مع ليام باين العضو السابق في فرقة ون دايركشن، إضافة لأغنية «بورتلاند» (بالإنجليزية: portland) مع المغني الكندي دريك.

## وصلات خارجية
- كويفو على موقع IMDb (الإنجليزية)
- كويفو على موقع ميتاكريتيك (الإنجليزية)
- كويفو على موقع ميوزك برينز (الإنجليزية)
- كويفو على موقع أول ميوزيك (الإنجليزية)
- كويفو على موقع ديسكوغز (الإنجليزية)
- كويفو على موقع ديسكوغز (الإنجليزية)
- كويفو على موقع قاعدة بيانات الفيلم (الإنجليزية)

الموقع الرسمي